# Abraham Johannes Muste
Abraham Johannes Muste (8 janvier 1885 – 11 février 1967), socialiste américain, est un acteur important du mouvement pacifiste ainsi que des droits civiques.

## Biographie
Né à Zierikzee aux Pays-Bas, sa famille émigre au Michigan durant son enfance et il est naturalisé américain en 1896. Muste devient major de promotion au sein de l'université privée Hope College et obtient un diplôme avec mention honorifique à sa sortie de l'Union Theological Seminary, un établissement théologique.
Il devient pasteur calviniste avant d'abandonner sa charge pastorale en 1919 pour se lancer dans des activités syndicales.
Muste s'intéresse ensuite aux mouvements communistes et ouvriers. Il rencontre par ailleurs Léon Trotski.

## Engagement communiste et pacifique
Il devient président national de la Fellowship of Reconciliation (FOR) entre 1926 et 1929 puis secrétaire exécutif de cette même organisation, entre 1940 et 1953. C'est au cours de cette période qu'il participe à la création du Congress of Racial Equality (en français Congrès pour l'Égalité Raciale). Il devient le mentor de Bayard Rustin, de James Farmer et de Jim Lawson.
Dans les années 1930, son organisation d'inspiration trotskiste, l'American Workers Party, fusionne avec la Ligue communiste d'Amérique de James P. Cannon, formant le Workers Party of the United States.
En 1966, Muste, grand pacifiste depuis la Première guerre mondiale, publie une liste de 370 personnes qui refusent de payer leurs impôts à l'Etat fédéral en signe d'opposition à la guerre du Viêt Nam. Parmi les signataires la chanteuse Joan Baez, ayant refusé de verser 60 % de ses impôts.